# Krzewie (jezioro)
Krzewie – jezioro w województwie lubuskim, w powiecie międzyrzeckim, w gminie Międzyrzecz.

## Położenie i opis
Jezioro położone jest w zachodniej części powiatu międzyrzeckiego, na terenie Pojezierza Łagowskiego. Nad jego południowo-wschodnim brzegiem położona jest wieś Kęszyca Leśna. Zbiornik w całości otoczony lasami. W pobliżu południowego brzegu znajduje się niewielkie jezioro Rakoń. Przez akwen przepływa rzeka Jeziorna. Północna część jeziora sąsiaduje z drogą wojewódzką 137 łączącą Sulęcin i Międzyrzecz. Zbiornik powstał w latach 30. XX wieku poprzez spiętrzenie, w okolicach Kęszycy Leśnej, wód Jeziornej. W północnej części dzisiejszego jeziora, przed spiętrzeniem wód znajdował się niewielki akwen zwany Strauch See. Utworzenie znacznie większego sztucznego zbiornika wodnego związane było z budową przez Niemców systemu zapór wodnych wchodzących w skład Międzyrzeckiego Rejonu Umocnionego.

## Hydronimia
Jezioro pojawia się w źródłach w 1893 jako Strauch See, a następnie Jez. Krzewie (1964), Jez. Kęszyckie (1977), J. Pieski (1977), J. Krzywie (1980), Pieskie (1995), Pieski (2006), Jezioro Kęszyckie (2006). Państwowy rejestr nazw geograficznych jako nazwę urzędową akwenu podaje Krzewie, wymieniając nazwy oboczne Jezioro Kęszyckie oraz Jezioro Przydrożne.

## Morfometria
A. Choiński, poprzez planimetrowanie na mapach 1:50 000, określił wielkość jeziora na 45 ha, natomiast w niektórych źródłach pojawia się wielkość jeziora 43,3 ha. Średnia głębokość zbiornika wodnego to około 2,5 m, a maksymalna – 3 m.
Według Katalogu Jezior Polski (red. A. Choiński, 2006) lustro wody znajduje się na wysokości 73,9 m n.p.m., natomiast według numerycznego modelu terenu udostępnionego przez Geoportal lustro wody znajduje się na wysokości 74,6 m n.p.m.
Według Mapy Podziału Hydrograficznego Polski leży na terenie zlewni ósmego poziomu Zlewnia jez. Kęszyckiego. Identyfikator MPHP to 18789525.

## Zagospodarowanie
Administratorem wód jeziora jest Regionalny Zarząd Gospodarki Wodnej w Poznaniu. Utworzył on obwód rybacki, który obejmuje między innymi wody jeziora Krzewie oraz Rakoń (Obwód rybacki jeziora Kęszyckie na cieku Struga Jeziorna – Nr 2). Gospodarkę rybacką na jeziorze prowadzi Gospodarstwo Rybackie Międzyrzecz.
Nad brzegami jeziora nie ma kąpieliska wyznaczonego zgodnie z zasadami dyrektywy kąpieliskowej. Mimo to znajdują się tu dwie dzikie plaże, jedna w okolicy wsi Kęszyca Leśna, a druga po przeciwnej stronie w pobliżu Piesek.

## Ochrona środowiska
Jezioro leży w granicach obszaru sieci Natura 2000: specjalnego obszaru ochrony siedlisk Nietoperek PLH080003 oraz w zespole przyrodniczo-krajobrazowym Uroczyska Międzyrzeckiego Rejonu Umocnionego, który został utworzony w celu ochrony naturalnych żerowisk wykorzystywanych przez nietoperze zlatujące się na zimowisko do pobliskich obiektów MRU.